# Dơi lá nâu
Dơi lá nâu  (danh pháp khoa học: Rhinolophus subbadius) là một loài động vật có vú trong họ Dơi lá mũi, bộ Dơi. Loài này được Blyth mô tả năm 1844.